# Södra Gardfjällets naturreservat
Södra Gardfjällets naturreservat är ett naturreservat i Vilhelmina kommun i Västerbottens län.
Området är naturskyddat sedan 2022 och är 389 kvadratkilometer stort. Reservatet ligger vid Kittelfjäll och består av fjälldalar omgivna av branta fjäll. Det finns också stora områden med fjällbjörkskog och våtmarker med slingrande vattendrag och klara sjöar.